# 布拉索夫伯爵格奥尔基·米哈伊洛维奇

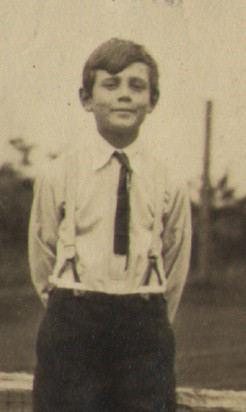
布拉索夫伯爵格奥尔基·米哈伊洛维奇

布拉索夫伯爵格奥尔基·米哈伊洛维奇（1910年8月6日—1931年7月21日），俄罗斯皇帝亚历山大三世之孙，米哈伊尔大公之子，母亲娜塔莉娅·布拉索娃。
他出生时，母亲娜塔莉娅尚未与第二任丈夫离婚，因此他的身份是私生子。他的父母于1912年结婚，是为贵庶通婚。1917年俄罗斯革命中，伯父尼古拉二世将皇位传给父亲米哈伊尔大公，但父亲并未正式登基。1931年，格奥尔基·米哈伊洛维奇在法国车祸殒命。至此，亚历山大三世的男系血统断绝。